# Ingalill Bergensten
Ingalill Kristina Bergensten, tidigare Hellman, ogift Sjöström, född 7 februari 1951 i Munktorps församling, Västmanlands län, är en svensk journalist, översättare och författare. 
Bergensten började på Bergslagsposten i Lindesberg och delade åren 1974–1980 redaktörskapet för Örebromissionens veckotidning Missionsbaneret med Ingmar Ringsvåg och Karin Wettermark. 1983–2013 var hon reporter och redaktör vid Nerikes Allehanda i Örebro, men har därefter arbetat som frilansande journalist. 
Hon skrev svensk text till Bibeln för de minsta som kom ut 2001. Totalt har hon översatt ett 20-tal böcker åt Libris förlag. Hon skrev även Kärleken blev mitt vapen (2014) tillsammans med Soheila Fors.
Ingalill Bergensten är dotter till elektriker Folke Sjöström och Stina, ogift Palmér. Hon var 1973–1987 gift med Kjell Hellman (född 1947) och är sedan 1991 gift med journalisten och författaren Stigbjörn Bergensten (född 1941).